# Колос (Монастириська)
Колос — аматорська футбольна команда з міста Монастириська.

## Відомості
У сезоні 2007 року команда брала участь в першості області під назвою «Автомобіліст».
У сезоні 2011 року — під назвою «Галичина».

### Досягнення
- Чемпіон Тернопільської області: 1992, 1992/93